# Аджамка (село)
Аджа́мка (укр. Аджа́мка) — село, центр Аджамской сельской общины Кропивницкого района Кировоградской области Украины.
Расположено на реке Аджамке, левом притоке Ингула, в 21 км от Кропивницкого в 11 км от железнодорожной станции Медерово. С областным центром соединена автодорогой Т-12-05. В селе река Черная и Балка Моренцова впадают в реку Аджамку.
Сельсовету подчинены также населенные пункты Григоровка, Павло-Николаевка, Приволье.
Население, по переписи 2001 года, составляло 4010 человек. Почтовый индекс — 27620. Телефонный код — 522—311. Занимает площадь 1,339 км². Код КОАТУУ — 3522580301.

## История
На территории нынешней Аджамки люди жили с давних времен — об этом свидетельствуют найденные здесь каменные орудия эпохи бронзы (II тысячелетия до н. э.) и скифо-сарматского периода (IV в. до н. э. — II в. н. э.), а также древнерусское оружие. В начале XVIII в. здесь были расположены казацкие зимовки. В первой половине 50-х гг. основано одно из новослободских поселений. В течение 1752—1753 гг. здесь селились украинцы, русские, сербы, молдаване. Они принимали участие в сооружении крепости св. Елисаветы, а также в охране южных границ от нападений татар и турок. В 60-х гг. XVIII в. это поселение упоминается как сотня-слобода Новослободского полка, во главе которой стоял сотник К. Вовк.
В 1754—1759 и 1761—1764 село входило в состав Слободского казачьего полка.
В январе 1769 года Аджамку захватили татары под предводительством хана Кырым Герая. Многие жители бежали в крепость св.
Елисаветы и в окружающие леса. Татары ограбили и сожгли село, в котором тогда насчитывалось уже около 900 дворов. После изгнания ханского войска в село возвращаются его жители. Постепенно Аджамка отстраивалась. Здесь расположилась 19-я рота Елисаветградского пикинерского полка. В 1777 году село вошло в Александрийский уезд.
Через 10 лет Аджамка стала казенной деревней, где было 310 дворов и 933 души мужского пола. В 1821 году ее преобразовали на военное поселение. Большинство мужчин Аджамки служили в малороссийском кирасирском полку. Постоянные муштры и тяжелый физический труд в поле-такова была судьба поселенцев. После ликвидации военных поселений бывших поселенцев переведено на положение государственных крестьян. 1863 года в Аджамке — волостном центре Александрийского уезда проживало 4598 человек. Наряду с сельским хозяйством в городе развивалось ремесло. В середине 80-х гг. В Аджамке было 110 небольших ремесленных предприятий и 11 магазинов. На базарах, проводившихся ежедневно, продавали сукно, холст, железо, кожа, мясо, кадки, рыба и т. д.
Согласно указам 1866—1867 гг. за государственными крестьянами Аджамки закрепили в среднем по 6,7 десятины на двор. Через 20 лет после выхода в свет царских указов на один крестьянский двор составлял всего 1,7 акра земли. В середине 90-х годов 44 % крестьян совсем не имели рабочего скота и были почти безземельными.
В Аджамке действовала Покровская церковь, известна её метрическая книга на 1788 (иерей Иосиф Лихановский) и на 1791 год (иерей Василий Улевич).
По данным 1894 года в городке проживало 10182 человека (5165 мужчин и 5017 — женщин), насчитывалось 1405 дворовых хозяйств, существовали 2 православные церкви, 2 церковно-приходские и земские школы на 288 учащихся (262 мальчика и 26 девочек), земская почтовая станция, больница, врач и фельдшер, паровая мельница, 5 хлебных амбаров, лесной склад, оптовый склад вина и спирта, 19 лавок, 3 питейных заведения, происходило 4 ярмарки в год и базары 162 дня в год
В конце XIX в. в селе открыли 2 церковные и 2 земские одноклассные школы, в которых работали 7 учителей. По Аджамской волости учебой охватывалось 18-20 % детей школьного возраста. Занятия проводились в крестьянских избах. Лишь в 1911 −1913 гг. построены школьные помещения. В 1912 году Херсонское губернское земство основало в Аджамке сельскохозяйственную исследовательскую станцию, задачей которой было изучать технику полеводства, главным образом, агротехнику выращивания зерновых культур в северной части губернии.
С 1917—1922 гг. — в период т. н. освободительной борьбы за самостоятельную Украину, город Елисаветград и окрестности входили в состав Одесской Советской Республики. После 9 (22) января 1918 года, когда Украинская центральная рада (УЦР) издала IV Универсал, провозгласивший полную независимость, и подчинила себе 9 губерний бывшей Российской империи, в том числе Херсонскую, а значит и Одессу, Харьковское советское правительство объявило УЦР врагом народа и призвало к вооруженной борьбе с ней. 13 марта 1918 года Одесская советская республика прекратила существование в связи с оккупацией австро-германскими войсками.
В ночь на 30 апреля ставленником немцев П. Скоропадским был осуществлён государственный переворот, под контроль гетманцев перешли все важнейшие правительственные учреждения, была распущена Центральная рада. Немецкие войска оккупировали Украинскую народную республику, Одесскую Советскую Республику и Донецко-Криворожскую Советскую республику.
С приближением австро-германских войск аджамский Ревком организовал вооруженный отряд из крестьян. Возглавили его А. С. Крикуненко, Ф. А. Ремигайло и В. П. Коваленко. Отряд дошел до станции Медерово. Соединиться с революционными войсками отряда не удалось, под станцией Медерово бойцы вступили в бой с оккупантами. В марте кайзеровцы ворвались в Аджамку. В мае расстреляли главу земельной комиссии М. В. Головченко и еще четырех сельских активистов. Борьбу возглавила аджамская подпольная большевистская ячейка, организованная в начале 1918 года, в состав которой во главе с В. П. Коваленко входило семь человек. Только в течение августа — сентября 1918 года подпольщики провели 6 крестьянских собраний и распространили более тысячи листовок.
После изгнания захватчиков в ноябре 1918 года власть в деревне была захвачена сочувствующим Директории, которые опирались на поддержку петлюровских отрядов. В начале февраля 1919 года войска Красной Армии освободили Аджамку. Власть перешла в руки революционного комитета. В марте был избран волисполком, который продолжил распределение отобранной у землевладельцев между безземельными и малоземельными крестьянами. Для борьбы с контрреволюцией военный комиссар А. С. Крикуненко сформировал отряд из 100 человек. В начале мая в село ворвались григорьевцы. В одном из боев бандиты захватили А. Крикуненко и расстреляли.
2 февраля 1919 в Елисаветграде восстали рабочие, а уже 5 феврали в бой вступила артиллерия, расположенная в местной крепости. К восстанию присоединились рабочие дружины завода Бургардта.
6 февраля 1919 года при поддержке восставших рабочих в Елисаветград вступил партизанский отряд под командованием П. С. Ткаченко и 1-й революционный Вознесенский полк. Сторонники Директории были разбиты. Город перешел в под контроль Военно-Революционного Комитета.
12 февраля едва легализовавшаяся Елисаветградская большевистская организация призвала желающих вступать в РКП(б).
С 10 марта 1919 года Аджамка, как часть Елисаветградского уезда, входит в состав УССР. На протяжении 1919—1920 годов территория Украины продолжала оставаться ареной столкновений большевистских, белогвардейских, украинских, польских, анархических и других военных формирований. К концу 1920 года советская власть вернулась в третий раз.
В конце января 1920 года, когда Красная Армия освободила Елисаветград от белогвардейцев, созданный в селе Ревком развернул борьбу за укрепление Советской власти. Выполняя закон Всеукрревкома от 5 февраля 1920 года, он проводил учет земли и инвентаря, определял нормы наделов. В мае избирается волисполком. Тогда же возник Комитет малоимущих крестьян. КНС помогал семьям красноармейцев и бедняков, их обеспечивали посевными материалами, инвентарем. Более 19 тыс. пудов зерна к июля 1920 года сдан в фонд Красной Армии. В октябре 1920 года в Аджамке перед походом на Врангеля стояли части 6-й кавалерийской дивизии Первой Конной Армии. Многие юноши села добровольцами вступили тогда в Красную Армию и храбро сражались с врагами советской власти. 15 из них за боевые заслуги отмечены наградами. И. И. Маломуж удостоен ордена Красного Знамени, а Г. М. Бойко, который был секретарем партячейки первого эскадрона 14-й кавалерийской дивизии, награжден именным оружием. После разгрома врангелевцев в Аджамке некоторое время дислоцировалась 14-я кавалерийская дивизия, которой командовал герой гражданской войны А. Я. Пархоменко, которая боролась с остатками контрреволюционных банд в Александрийском и Елисаветградском уездах.
После окончания Гражданской войны жители Аджамки приступили к восстановлению народного хозяйства. В 1921 году под руководством сельского совета завершено распределение земель и закреплено их в соответствии с законом Советского правительства Украины от 2 марта 1921 года по крестьянским хозяйствам на 9 лет. Крестьяне получили от советской власти более 2300 га пахотной земли. С крестьянами поддерживали тесную связь работники Аджамской сельскохозяйственной опытной станции, которая возобновила свою деятельность в 1922—1923 гг. они учили внедрять достижения сельскохозяйственной науки, помогали сортовым семенам. К 1925 году станция расширила объем работ. При ней была открыта агрохимическая лаборатория. В 1924 году в селе возникли две артели: «Пахарь» и «Помощь», а в январе 1926 года создано машинно-тракторное общество «Шаг вперед» во главе с коммунистом Н. Г. Кукуленко. Благодаря широкому применению сельскохозяйственной техники, в артелях выращивали лучшие сорта различных зерновых культур, которые использовали коллективные хозяйства Елисаветградского района.
В 1920 году в деревне уже работали 8 начальных школ, две библиотеки и изба-читальня. В 1923 году открылся Сельстрой, носивший имя В. И. Ленина. Активными помощниками во всех мероприятиях были комсомольцы (комсомольская организация на селе образовалась в 1924 году). Они сплотили вокруг себя молодежь, привлекали ее к активной общественной работе. В том же году в школах села создаются пионерские организации.
В 1929 году на базе 17 мелких коллективных хозяйств, возникших в течение 1922—1928 гг., в селе организовано большой колхоз им. Ленина, в который входило 1636 крестьянских дворов с площадью земли более 10 тыс. га. Возглавил его коммунист Н. Г. Кукуленко. В 1930 году в этой артели объединилось более 2200 хозяйств, что составляло 94,3 проц. всех крестьянских дворов Аджамки. Уже в 1930 году артельные поля обрабатывали 11 тракторов, 4 молотилки, тракторные плуги, сеялки машинно-тракторного общества. Колхозники своевременно собрали урожай, успешно выполнили план хлебосдачи. На трудодень они получили по 1,3 руб. и более чем по 3 кг зерна.
Важную роль в техническом вооружении колхозного производства сыграла машинно-тракторная станция, основанная в 1932 году. Начиная с середины 30-х годов при Аджамской МТС действовали кружки агротехобучения и различные подготовительные курсы, которые ежегодно посещало более тысячи колхозников. Значительную пропаганду агротехнических знаний проводили работники Аджамской научно-исследовательской сельскохозяйственной станции, которая в 1932 году реорганизована в украинскую научно-исследовательскую станцию масличных культур. В 1956 году на ее базе создана Кировоградская областная сельскохозяйственная опытная станция.
В 1936 году машины выполняли 80 % всех полевых работ. Накануне Великой Отечественной войны в Аджамской МТС насчитывалось 60 тракторов, 42 комбайна и много другой сельскохозяйственной техники. В 1940 году колхозы села собрали в среднем по 14 цнт зерновых с га. Первое место по урожайности занимали артели им. Дзержинского и им. Ворошилова. Большие заслуги в борьбе за богатую ниву имели, в частности, механизаторы ударники труда С. М. Принутень, М. М. Бойко, Ф. С. Козленко, П. Д. Короленко, В. В. Маломуж, К. А. Мильченко, М. Д. Ризниченко и другие. Они систематически перевыполняли производственные нормы, показывали пример высококачественной обработки почвы. Так С. М. Припутень в 1938 году трактором ХТЗ произвел 902 га условной вспашки и сэкономил 5245 кг горючего. 1939 года его добросовестный труд отмечен высшей правительственной наградой-орденом Ленина.
В 1935 году Аджамка стала центром района. Деревня была радиофицирована в то время. Построена электростанция. Более половины крестьянских домов имели электрическое освещение. Медицинское обслуживание в селе осуществляли райбольницы, поликлиника, райсанэпидстанция, детская и женская консультации, где работало 12 врачей и 15 человек со средней медицинским образованием. В 1936 году Наркомат здравоохранения УССР отметил Аджамскую больницу денежной премией за примерное обслуживание трудящихся. Во второй половине 30-х годов в селе построили три новые школы. В 1940/41 учебном году здесь было уже 10 школ, из них 2 средние, 3 семилетние и 5 начальных. 1930 года открыт сельскохозяйственный техникум, в котором перед войной обучалось 140 человек. Центром проведения культурно-массовых мероприятий стал сельский Дом культуры. Работали кружки художественной самодеятельности, библиотека и тому подобное. Действовал кинотеатр.
Также трудящиеся Аджамки подавали помощь революционной Испании. Они собрали в 1936 году около 4 тыс. руб., на которые закупили и отослали в Испанию продовольствие, одежду, медикаменты и тому подобное. И. Н. Лисовенко и Т. Т. Маломуж В 1936 году бок о бок с испанскими республиканцами боролись против фашизма. Отвагу и храбрость проявили в боях у озера Хасан, на реке Халхин-Гол и на советско-финляндской войне коммунисты, впоследствии генералы Красной Армии А. К. Запорожченко, В. Г. Маломуж и Л. Г. Маломуж.
1941—1945 гг. — период освободительного движения против фашистских захватчиков. В июле районные и сельские партийные и советские органы эвакуировали на восток технику МТС и колхозный скот. 4 августа 1941 года в село вошли фашисты. За два с половиной года оккупации гитлеровцы зверски замучили 49 жителей, 872 человека силой отправили в Германию. Многих изгнанных на чужбину людей за протест и непокорность бросали в концлагеря. Жертвами фашистского террора стали жители села М. К. Бойко, М. Е. Бондаренко, Ф. Ф. Маленко, М. Ю. Соменко и другие.
Борьбу против гитлеровцев возглавили коммунисты. Летом 1941 года Аджамский райком КП (б)у выделил людей для работы в подполье и определил связистов и явочные квартиры. Уже осенью 1941 года в селе начала действовать диверсионная группа в составе 18 патриотов. Они держали связи с партизанским отрядом им. Ворошилова. В январе 1942 года аджамские и гаевские подпольщики объединились в Аджамскую подпольно-диверсионную группу, командиром которой назначен В. М. Сушка, а его заместителем — И. А. Щирый. Подпольщики вели агитационную работу среди населения, распространяли антифашистские листовки, организовывали саботаж хозяйственных работ и тому подобное. Патриотам удалось установить связь с девятью немецкими солдатами-антифашистами, от них они доставали для партизан оружие.. По указанию предателя, подпольщики были схвачены нацистами и расстреляны. Их имена: Авраменко Виктор Дмитриевич, 1925 г. р., Гермаш Аксения Дорофеевна, 1920 г. р., Доленко Иван Григорьевич, 1923 г. р., Лынченко Дмитрий Филиппович, 1920 г. р., Одут Михаил Семёнович, 1924 г. р., Скрипниченко Ефим Яковлевич, 1918 г. р., Сушко Василий Митрофанович, 1916 г. р., Ткачёв Леонид Маркович, 1924 г. р., Щирий Иван Андреевич, 1914 г. р.
Л. И. Кодацкая и О. Д. Гармаш пели «Интернационал», а командир групи В. М. Сушко призывал к борьбе с фашистами.
5 января 1944 года Аджамка освобождена от гитлеровцев 7-м механизированным корпусом, 13-й гвардейской и 214-й дивизиями 2-го Украинского (ранее: Степного) фронта. Волнующей была встреча ее жителей с уроженцами села командиром танкового батальона Л. Г. Маломужем и лейтенантом М. В. Лисовским, принимавшими участие в бою за родное село.
Многие аджамцы проявили мужество и храбрость на фронтах Великой Отечественной войны. Советское правительство высоко оценило боевые подвиги Д. А. Аристархова и И. А. Маринского, удостоив их звания Героя Советского Союза. Взвод Д. Аристархова в январе 1945 года ценой огромных усилий отстоял в неравном бою один из важных плацдармов во время форсирования реки Висла. Младший лейтенант И. А. Маринский в апреле 1945 года спас от высадки в воздух фашистами мост через Дунай на подступах к Вене и тем самым обеспечил успешное форсирование реки на важном участке фронта. Воспитанник Аджамской средней школы пилот Г. М. Андрияшевский в первый день битвы на Орловско-Курской дуге 5 июля 1943 года, протаранив своим истребителем фашистский самолет, погиб смертью храбрых. Именем Г. М. Адрияшевского названа одна из улиц Аджамки. 2360 аджамцев сражались на разных фронтах войны, большинство из них награждены орденами и медалями За мужество и отвагу, проявленные в борьбе с немецко-фашистскими захватчиками. Более 800 человек отдали жизнь в боях за свободу и независимость родного Отечества.
За период оккупации фашистские захватчики ограбили колхозы, превратили в руины центр села, МТС, электростанцию, поликлинику, больницу, 22 магазина, сожгли 453 дома, уничтожили памятники и зеленые насаждения.
Сложные задачи предстали перед тружениками села в четвертой пятилетке. В первый послевоенный год аджамским земледельцам удалось освоить 85 % всей пахотной земли, но из-за засухи урожай был низким. В 1948 году колхозы восстановили все довоенные посевные площади. В следующем году колхозники артели им. Ворошилова вырастили самый высокий в районе урожай. Они собрали в среднем по 16 цнт пшеницы и 40 цнт кукурузы с га, а звеньевые Л. Шевченко, М. Андрияшевская и Л. Ярошенко — по 55-57 цнт кукурузы.
Дальнейшему развитию артельного производства способствовало укрупнение хозяйств. В 1950 году на базе 12 колхозов в селе создано шесть. В течение 1955—1957 гг. они слились в 3 большие артели: им. Ильича, им. XX съезда КПСС и «Россия», за которыми закрепили около 17 тыс. га сельскохозяйственных угодий. Уже за первые пять лет после объединения в колхозах деревни производство мяса, молока и других продуктов животноводства почти удвоилось. Только за 1951—1953 гг. денежные доходы артелей увеличились в полтора раза. Артель им. XX съезда КПСС одной из первых в районе 1958 года перешла на денежную оплату труда колхозников. В 1959 году Аджамка вошла в состав Кировоградского района.
В среднем урожайность зерновых в аджамских колхозах за восьмую пятилетку выросла более чем в полтора раза. Поголовье крупного рогатого скота увеличилось до 7152 голов. Повысились удои молока: если в 1965 году от каждой фуражной коровы в колхозе им. XX съезда КПСС надоовали по 1897 кг молока, то в 1970 году — 2780 кг, в колхозе «Россия» соответственно 1605 кг и 2222 кг. Успехи аджамских тружеников высоко оценила Родина. За двадцатилетие (1951 −1971 гг.) около 700 из них награждены орденами и медалями. Высшую правительственную награду-орден Ленина получили В. Ф. Литовка, Д. Л. Охрименко, И. Д. Жосан и И. Е. Маленко, орден Октябрьской революции — Я. Л. Пушкаренко, орден Трудового Красного Знамени — Б. М. Гранат, П. Г. Набока, И. И. Пушкаренко, Ф. С. Швендик, В. А. Щербань, П. С. Крупченко, А. Г. Куян и П. Н. Куропятник.
В послевоенные годы довольно быстро развивается местная промышленность. В построенном в 1958 году райпищекомбинате — 8 цехов: консервный, выпускающий до 1 млн банок на год, маслодельный, крупяной, кондитерский, мукомольный, комбикормовый, безалкогольных напитков и хлебобулочных изделий. С середины 60-х годов стал в строй завод кирпичных, железобетонных и деревянных изделий. Он производил за год более 1,3 млн штук кирпича и более 1000 кв. метров столярных изделий. На промышленных предприятиях Аджамки работали 442 рабочих. В течение 1964—1966 гг. Кировоградский облрыбкомбинат соорудил в поймах реки Аджамки рыбопитомник на 42 гнезда, где выращивали до 3,5 млн мальков на год. Свою продукцию рыбопитомник отправлял не только хозяйствам Кировоградщины, но и Днепропетровской, Черкасской, Херсонской и других областей Украины, а также в Крым.

## Население
По данным Всероссийской сель.хоз переписи 1916 года в Аджамке насчитывалось 2072 хозяйства, где проживало 4697 мужчин и 6137 женщин.
В 1939 году в Аджамке проживало 5920 жителей, а согласно переписи 1989 года численность наличного населения села составляла 4386 человек, из которых 2070 мужчин и 2316 женщин.
Согласно переписи населения Украины 2001 года в селе проживало 4008 человек.

### Языки
Распределение населения по родному языку по данным переписи 2001 года:
| Язык        | Процент |
| ----------- | ------- |
| Украинский  | 95,99 % |
| Русский     | 3,14 %  |
| Молдавский  | 0,32 %  |
| Белорусский | 0,12 %  |
| Венгерский  | 0,05 %  |
| Болгарский  | 0,02 %  |
| Гагаузский  | 0,02 %  |
| Другие      | 0,34 %  |

## Символика
Утверждена 25 декабря 2015 г. решением № 52 сессии сельского совета. Авторы — К. В. Шляховой, В. Филимонов.

### Флаг
Квадратное полотнище состоит из пяти вертикальных полос — зелёной, белой, синей, белой и малиновой, разделённых между собой волнообразно (7:1:4:1:7).

### Герб
Лазурный волнистый суженный столб с серебряной нитяной каймой делит щит на зелёное и красное поля; в первом поле — серебряная стрела в столб остриём вверх, охваченная снизу серебряной подковой; во втором поле — два золотых расширенных креста, один над другим. Щит обрамлён декоративным картушем и увенчан золотой сельской короной. Столб отображает реку Аджамку. Серебряная подкова напоминает о бурном историческом прошлом и является символом счастья и надежды на светлое будущее. Стрела — знак целеустремлённости, скорости и неотвратимости. Расширенные геральдические кресты в украинской традиции считаются казацкими и символизируют принадлежность к христианской вере.

## Известные уроженцы
- Аристархов, Дмитрий Аврамович (1923—2017) — Герой Советского Союза.
- Аров, Борис Лазаревич (1919—2016)— советский журналист.
- Маринский, Иван Антонович (1912—1992) — Герой Советского Союза.
- Саватий (Козко) (1942—2016) — старообрядческий архиерей.

## Достопримечательности
Вблизи села расположен Аджамский орнитологический заказник местного значения.
Ландшафт имеет характерные для сельской местности признаки:
1. Вид на левый берег реки Аджамки
2. Выпас скота в чаше заброшенных рыбных питомников
3. Сельская улица
4. Заброшенное здание управления колхоза
5. Сельский клуб
6. Типичный украинский дом
7. Насосная станция (неработающая с момента развала СССР)